# Alessandro Fei (peintre)
Pour les articles homonymes, voir Alessandro Fei.
Alessandro Fei dit il Barbiere (Florence, 1543-1592) est un peintre maniériste de l'école florentine de l'atelier de Ghirlandaio.

## Biographie
Alessandro Fei fut élève de Maso da San Friano, peintre maniériste élève de Giorgio Vasari.

## Œuvres
- Ritratto di Lorenzo duca di Urbino,
- Cristo risorto attorniato da Santi e Padri della Chiesa (1588)
- Angeli et Flagellazione di Gesù à l'basilique Santa Croce de Florence
- Madonna, église de Serumido (ou Chiesa di San Pier Gattolino, une église de Florence)
- Annunciazione di Maria, église San Niccolò en Oltrarno
- San Domenico resuscita Napoleone Orsini, nipote del Cardinale Orsini, fresque à Santa Maria Novella
- La bottega dell'orefice au Studiolo de François Ier de Médicis au Palazzo Vecchio (1570) avec Vasari
- Fresques à l'église San Giovannino degli Scolopi (église mineure de Florence, angle de la Via Martelli et de la Via Gori).
- Apparizione del Cristo risorto a Suor Damiana, tabernacle de la via Giusti à Florence